# Peschawar
Peschawar (Urdu پشاور Pēšāwar, paschtunisch پېښور; von persisch پیشاور, DMG Pīšāwar; englisch Peshawar) [peˈʃaːwɐɾ] ⓘ ist die Hauptstadt der pakistanischen Provinz Khyber Pakhtunkhwa mit rund 1.970.000 Einwohnern (Stand: 2017).
Vor der Teilung Britisch-Indiens hieß die Stadt Puruschapura, abgeleitet von Sanskrit puruṣa ‚Mann‘ und pura ‚Stadt‘, d. h. ‚Männerstadt‘; oder Puschpapura, was so viel heißt wie „Blütenstadt“, von Sanskrit puṣpa ‚Blüte‘.
Peschawar liegt am östlichen Ausgang des Chaiber-Passes.
Peschawar hat mehrere Universitäten.

## Geschichte

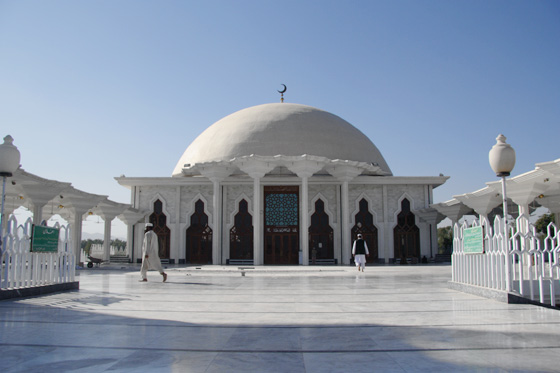
Masjid-al-Zar'ouni (Zarghoni-Moschee) in Peshawar

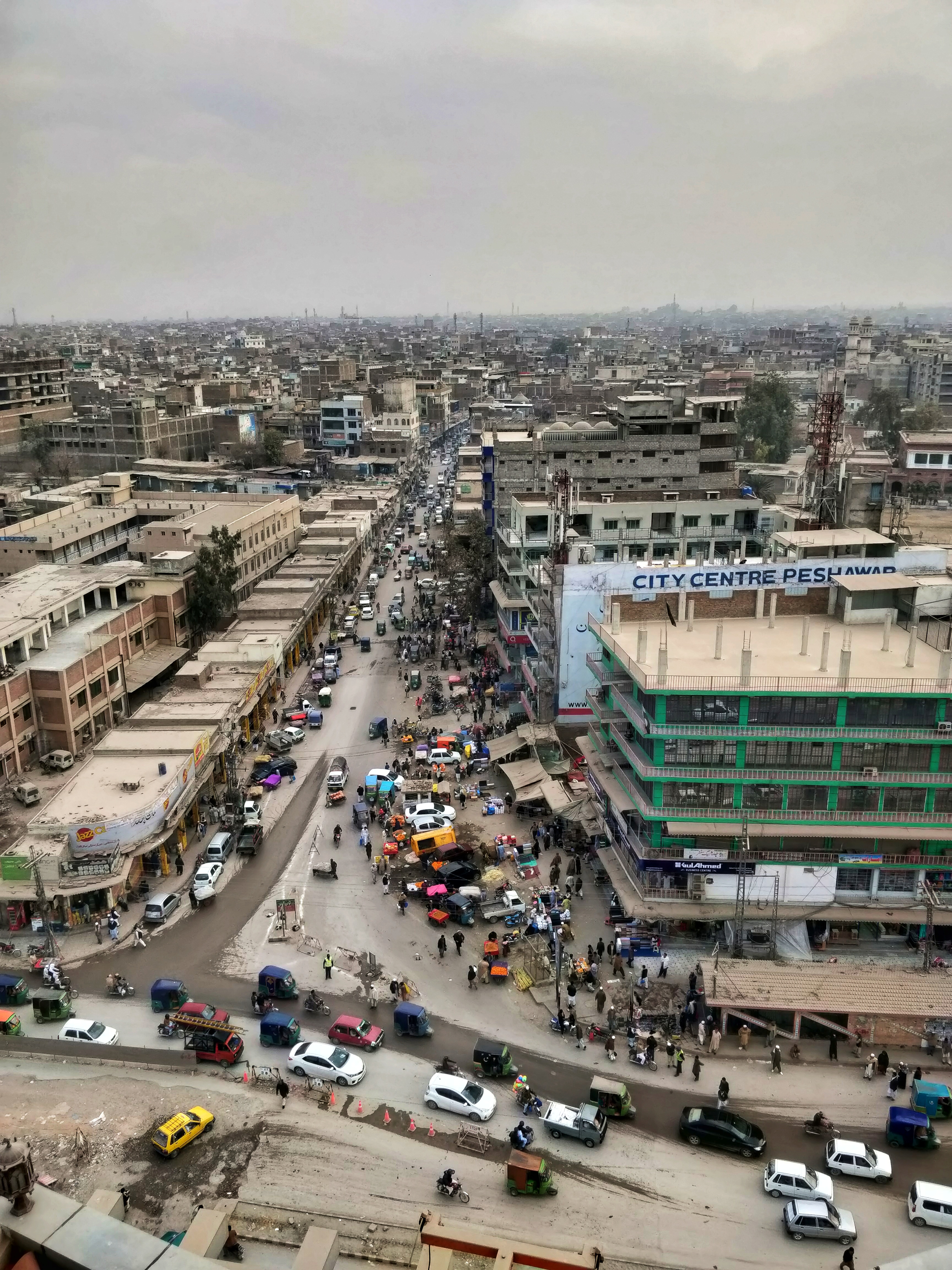
Stadtzentrum

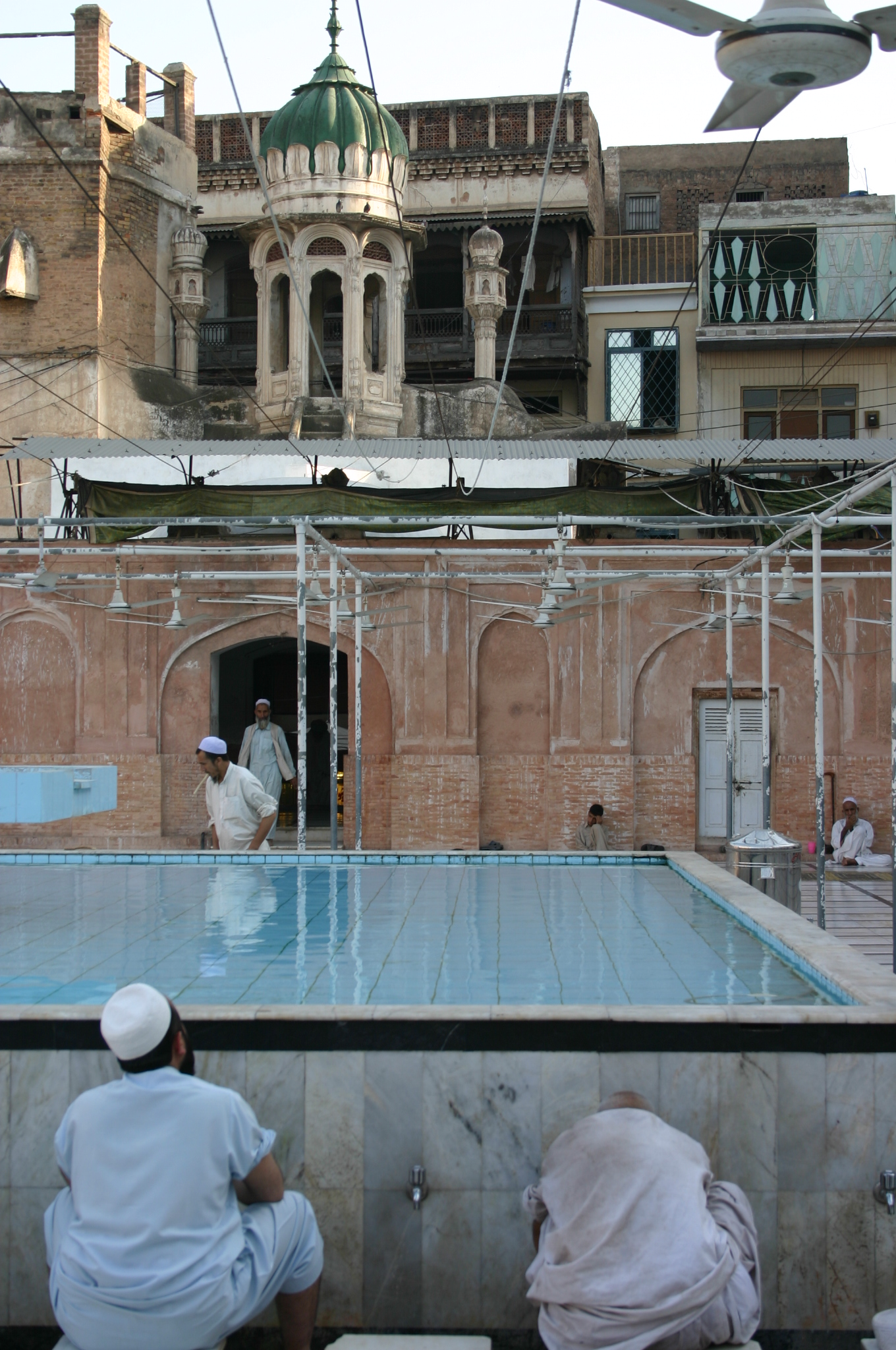
Moschee in Peschawar

Peschawar wurde vor über 2.000 Jahren von den Königen von Gandhara gegründet und ist seit Jahrhunderten ein Handelszentrum zwischen dem indischen Subkontinent, Afghanistan und Zentralasien. Die Stadt war die östliche Hauptstadt des Kuschanreiches unter Kanischka. Dieser König ließ hier den mit etwa 120 m Höhe damals größten Stupa errichten, der von dem Baumeister Agischala erbaut wurde. Marco Polo besuchte die Stadt 1275.
1530 erbaute Babur, der Gründer des Mogulreiches, eine Festung. Später wurde durch den Bau der Delhi-Kabul-Straße und durch das Anlegen von Gärten unter Sher Khan Suri ein regelrechter Boom Peschawars eingeleitet.
Im Jahr 1834 fielen die Sikhs unter Maharadscha Ranjit Singh in Peschawar ein und setzten große Teile der Stadt in Brand. Über 30 Jahre gehörte die Stadt zum Reich der Sikh. Ranjit Singh setzte 1837 den italienischen Abenteurer Paolo Avitabile als Gouverneur ein. Nach dem Zerfall des Sikhreiches wegen Streitigkeiten in der Familie des Maharadschas übernahmen die Briten die Kontrolle über die Stadt. In dieser Zeit war die Stadt Hauptstadt der North West Frontier und eine der größten Garnisonen der Britisch-Indischen Armee.
Vor dem September 2001 unterhielt Osama bin Laden hier ein Gästehaus, in dem unter anderem seine Terrorkämpfer untergebracht wurden. Nach Angaben des saudi-arabischen Dissidenten Saad Al-Faqih ist die Gästeliste dieses Hauses der Ursprung des Begriffs Al-Qaida.
Die Einwohner Peschawars sind mehrheitlich Paschtunen. Paschtunen stellen in der pakistanischen Provinz Khyber Pakhtunkhwa eine wichtige Bevölkerungsgruppe und die Bevölkerungsmehrheit in den unter der Verwaltung der pakistanischen Zentralregierung stehenden Stammesgebieten. Paschtunen leben allerdings auch in Afghanistan, wo sie wiederum die größte ethnische Gruppe bilden.
Am 19. April 2010 wurden zwei Bombenanschläge in Peschawar verübt; beim ersten wurden außerhalb einer Schule ein achtjähriger Junge getötet und mindestens zehn Menschen verletzt; mehrere Stunden später erfolgte ein Selbstmordattentat auf den Markt von Qissa Khwani, wo eine Demonstration von Jamaat-e-Islami-Anhängern stattfand, dabei wurden mindestens 25 Menschen getötet.
Am 8. Juni 2012 wurden bei einem Bombenanschlag auf einen Bus mit Regierungs-Angestellten auf der Charsadda-Straße in Peschawar 19 Menschen getötet und 20 verletzt.
Am 22. September 2013 wurden bei einem Selbstmordanschlag auf die protestantische Kirche All Saints in der Stadt mindestens 61 Menschen getötet sowie über 120 verletzt. Als Reaktion auf den Anschlag kam es in Peschawar, Karatschi, Lahore, Faisalabad und Multan zu Protesten; die Proteste in Karatschi verliefen teils gewalttätig.
Am 27. September 2013 wurden bei einem Bombenanschlag auf einen Bus mit Regierungs-Angestellten auf der Charsadda-Straße in Peschawar 19 Menschen getötet und 44 verletzt.
Am 29. September 2013 wurden bei einem Bombenanschlag in Peschawars Qissa Khwani in der Nähe eines Polizeireviers 33 Menschen getötet und 75 verletzt.
Am 16. Dezember 2014 werden von der Taliban bei einem Terroranschlag auf eine Schule in Peschawar mindestens 141 Menschen ermordet, die meisten davon Schulkinder.
Am 2. September 2016 versuchten mehrere Selbstmordattentäter, in ein christliches Viertel in Peschawar einzudringen, konnten jedoch durch Sicherheitskräfte gestoppt werden. Bei dem Schusswechsel wurden vier Angreifer und ein Zivilist getötet; drei Sicherheitskräfte und zwei zivile Wachleute wurden verletzt.
Im Herbst 2020 wurden bei einem Anschlag in einer Koranschule vier Menschen getötet und mehr als hundert verletzt, es wird vermutet, dass der Islamische Staat hinter dem Anschlag steht.
Anfang März 2022 wurden bei einem Bombenanschlag auf eine schiitische Moschee 63 Menschen getötet und zirka 200 verletzt. Der Islamische Staat bekannte sich zu dem Anschlag.

## Bevölkerungsentwicklung
| Zensusjahr | Einwohnerzahl |
| ---------- | ------------- |
| 1972       | 272.697       |
| 1981       | 566.248       |
| 1998       | 988.055       |
| 2017       | 1.970.042     |

## Wirtschaft
Peschawar ist ein uralter indischer Handels- und Kulturplatz, dessen politische und wirtschaftliche Bedeutung von den Engländern bereits sehr früh erkannt worden war. Lange bevor Großbritannien zu einem Weltreich wurde, bildete die Stadt einen wichtigen Warenumschlagsplatz. Diese Bedeutung wurde durch die Aktivität Londoner Handels- und Wirtschaftsagenten noch wesentlich gesteigert. Bis weit in die erste Hälfte des 20. Jahrhunderts stellte Peschawar in ökonomischer Hinsicht deshalb eine regelrechte Herrschaft über Afghanistan dar. Der überaus größte Teil der afghanischen Einfuhrgüter wurde von hier aus verteilt und ebenso ging der gewaltig überwiegende Prozentsatz der Produkte aus Afghanistan in diese damals indischen Grenzhandelsstätte.
Ein bedeutender Handelsartikel in Peschawar war Buchara-Persianer, das Fell des russischen Karakulschafs. Bis zu Beginn des 20. Jahrhunderts war dieser Handel mit diesem Produkt in der Stadt vollkommen unbedeutend. Dann besetzte 1919 das russische Militär das bis dato autonome Emirat Buchara. Um der Enteignung durch die Kommunisten zu entgehen, verließen die wichtigsten Karakulschafzüchter das Land und trieben ihre Herden nach Persien und Afghanistan. Die Peschawarer Pelzkaufleute erkannten die Bedeutung dieses Handelsartikels und unterstützen die Zuwanderer auch finanziell, wie es hieß, mit Hilfe englischer Geldgeber. Die Stadt wurde damit 1919, förmlich über Nacht, zum Persianer-Stapelplatz. New Yorker und Londoner Einkaufagenturen unterhielten hier ihre ständigen Vertretungen. In der recht kurzen Zeitspanne von 1919 bis 1925 erhöhte sich der Jahresumsatz von 1000 auf 600.000 Karakulfelle und vergrößerte sich von da ab weiter. Im Jahr 1925 eröffneten dort zwei englische Bankfilialen, einzig zur Finanzierung des Persianerhandels. Für 1934 wurde der Jahresumsatz auf 750.000 bis 800.000 Persianer- und Breitschwanzfelle geschätzt.

## Kultur

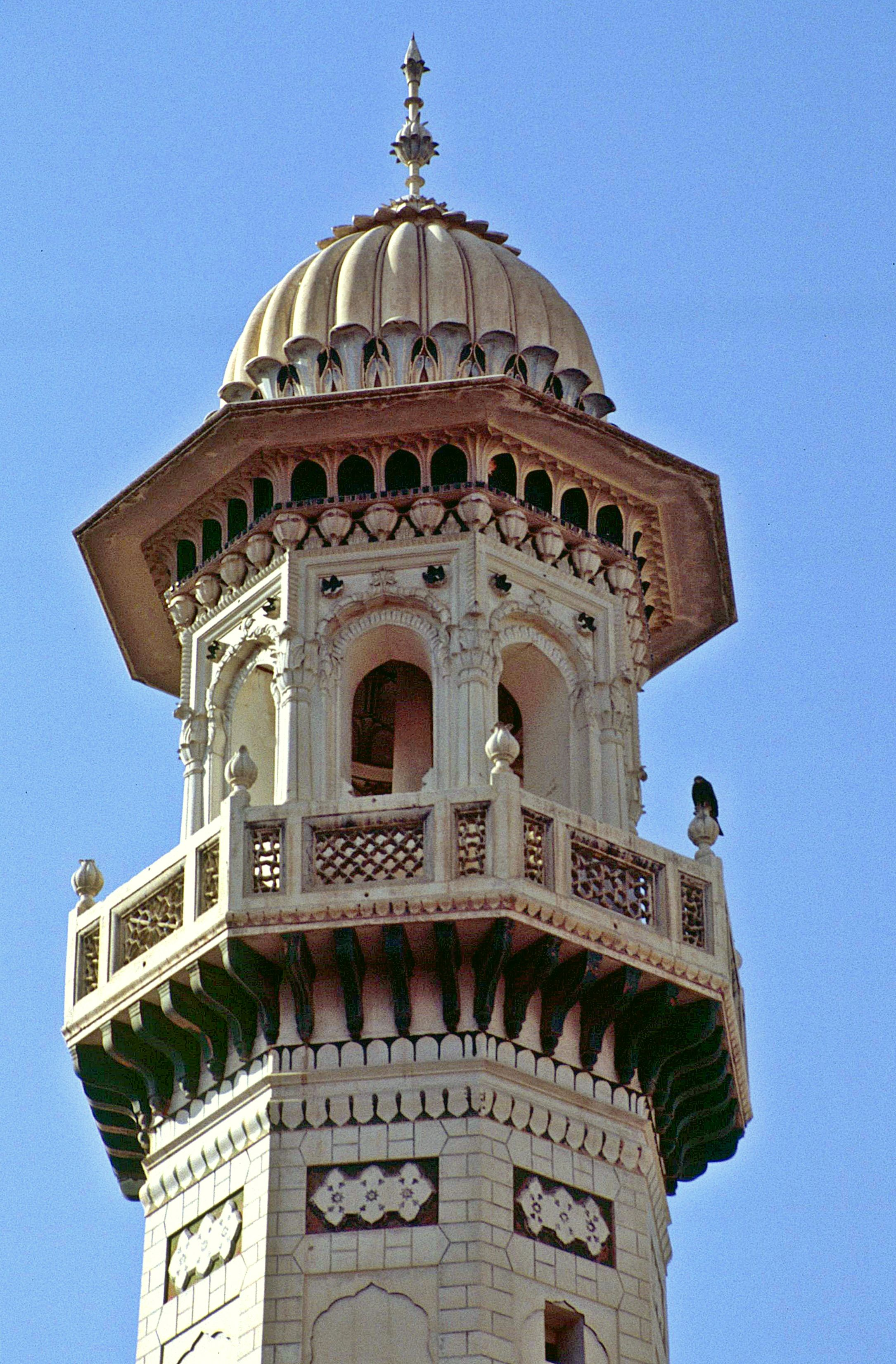
Minarett der Mahabat-Khan-Moschee

- Das Museum Peschawar liegt in der Nähe des Bahnhofes. Es enthält eine bedeutende Sammlung von Gandhara-Kunstwerken, darunter das Kanischka-Reliquiar mit punktierten Kharoshthi-Inschriften, ein wertvolles, reliefverziertes Ziergiebelteil aus Schiefer, den Torso eines „fastenden Buddhas“ und den Kopf eines gräko-römischen „Buddhas mit Schnurrbart“.
- Die Mahabat-Khan-Moschee des 17. Jahrhunderts, benannt nach einem ehemaligen Gouverneur von Peschawar, ist die einzige Moschee aus der Zeit der Mogulkaiser, die die Verwüstungen durch die Sikhs überstanden hat. General Aritabile, Militärberater von Ranjit Singh, benutzte ihr Minarett als Galgen.
- Das Fort Balahisar wurde 1834 von den Sikhs erbaut und später von den Briten umgebaut. Es wird heute von der pakistanischen Armee genutzt.
- Auf dem Chowk Yagdar, dem „Platz der Erinnerung“, in dessen Mitte ein Denkmal für die Gefallenen der Indien-Kriege steht, werden nach alter Tradition politische Reden gehalten.
- Von der Karawanserei Gor Khatri, die von der Tochter Shah Jahans erbaut worden war, steht nur noch das Moghul-Tor. Die Sikhs hatten die Karawanserei zerstört und durch den Gorakhnath- und den Nandi-Tempel ersetzt.
- Die Khyber-Universität, gegründet 1950, ist eine der ältesten Universitäten in Pakistan und besonders bekannt für ihre medizinischen, sozial- und naturwissenschaftlichen Forschungsabteilungen.

## Flüchtlinge
Wegen des sowjetischen Einmarsches 1979 und der 20 Jahre andauernden Besetzung Afghanistans durch eine US-geführte Allianz seit 2001 wurden seit den 1980er Jahren in Peschawar viele Flüchtlinge aufgenommen. Auf dem Gelände der ehemaligen Flüchtlingslager Nasir Bagh und Katcha Garhi (34° 0′ N, 71° 27′ O) entsteht seit 2002 die neue Gemeinde Regi Lalma. Shamshatoo und Jalozai sind 2007 noch große Flüchtlingslager in der Umgebung von Peschawar. Im Stadtteil Hayatabad haben sich viele Afghanen angesiedelt. In Hayatabad ist auch eines der beiden UNHCR-Zentren in Pakistan für die freiwillige Rückführung nach Afghanistan (Voluntary Repatriation Centre (VRC)). Das andere UNHCR-Zentrum ist in Baleli (30° 17′ N, 66° 55′ O) nordwestlich von Quetta.
Ende 2007 befinden sich noch zirka zwei Millionen registrierte Afghanen in Pakistan im Exil.

## Sport
In Peschawar befinden sich mit Peshawar Club Ground und Arbab Niaz Stadium zwei Test-Cricket-Stadien. In der Stadt bestreitet die pakistanische Cricket-Nationalmannschaft regelmäßig Heimspiele gegen andere Nationalmannschaften. Im Arbab Niaz Stadium fanden unter anderem Spiele bei den Cricket World Cups 1987 und 1996 statt.

## Persönlichkeiten
Hier geboren:
- Asanga (* 4. Jahrhundert), Vertreter der Yogacara-Schule buddhistischer Philosophie
- Khushal Khan Khattak (1613–1689), paschtunischer Dichter
- Mulk Raj Anand (1905–2004), indischer Roman- und Kurzgeschichtenautor sowie Kunstkritiker
- Dilip Kumar (1922–2021), indischer Schauspieler
- Raj Kapoor (1924–1988), indischer Schauspieler und Regisseur
- Roshan Khan (1929–2006), Squashspieler und Trainer
- Vinod Khanna (1946–2017), indischer Schauspieler, Filmproduzent und Politiker
- Maqsood Ahmed (* 1957), Squashspieler
- Musarrat Hilali (* 1961), Juristin
- Umar Hayat Khan (* 1964), Squashspieler
- Jansher Khan (* 1969), Squashspieler
- Amjad Khan (* 1980), Squashspieler
- Mansoor Zaman (* 1980), Squashspieler
- Safeer Ullah Khan (* 1985), Squashspieler
- Farhan Mehboob (* 1988), Squashspieler
- Iftikhar Ahmed (* 1990), Cricketspieler
- Aamir Atlas Khan (* 1990), Squashspieler
- Mohammad Rizwan (* 1992), Cricketspieler
- Danish Atlas Khan (* 1994), Squashspieler
- Bilal Khan (* 1999), omanischer Cricketspieler
- Abbas Afridi (* 2001), Cricketspieler
- Noor Zaman (* 2004), Squashspieler
- Hamza Khan (* 2005), Squashspieler

## Klimatabelle
|                       | Jan  | Feb  | Mär  | Apr  | Mai  | Jun  | Jul  | Aug  | Sep  | Okt  | Nov  | Dez  |   |      |
| Mittl. Tagesmax. (°C) | 18,3 | 19,5 | 23,7 | 30,0 | 35,9 | 40,4 | 37,7 | 35,7 | 35,0 | 31,2 | 25,6 | 20,1 | ⌀ | 29,5 |
| Mittl. Tagesmin. (°C) | 4,0  | 6,3  | 11,2 | 16,4 | 21,3 | 25,7 | 26,6 | 25,7 | 22,7 | 16,1 | 9,6  | 4,9  | ⌀ | 15,9 |
|                       |      |      |      |      |      |      |      |      |      |      |      |      |   |      |
| Niederschlag (mm)     | 26   | 43   | 78   | 49   | 27   | 8    | 42   | 68   | 18   | 10   | 12   | 23   | Σ | 404  |
|                       |      |      |      |      |      |      |      |      |      |      |      |      |   |      |
| Sonnenstunden (h/d)   | 6,3  | 6,7  | 6,3  | 7,7  | 9,6  | 10,0 | 8,8  | 8,5  | 8,6  | 8,6  | 7,8  | 5,9  | ⌀ | 7,9  |
|                       |      |      |      |      |      |      |      |      |      |      |      |      |   |      |
| Luftfeuchtigkeit (%)  | 55   | 56   | 57   | 50   | 37   | 35   | 54   | 63   | 57   | 50   | 56   | 58   | ⌀ | 52,3 |

| 4,0 |

| 6,3 |

| 11,2 |

| 16,4 |

| 21,3 |

| 25,7 |

| 26,6 |

| 25,7 |

| 22,7 |

| 16,1 |

| 9,6 |

| 4,9 |

| 4,0 |

| 6,3 |

| 11,2 |

| 16,4 |

| 21,3 |

| 25,7 |

| 26,6 |

| 25,7 |

| 22,7 |

| 16,1 |

| 9,6 |

| 4,9 |